# مسجد الكنز (غزة)
مسجد الكنز هو مسجد يقع في حي الرمال بقطاع غزة. بُني عام 1946، وكان أول مسجد يُقام في مدينة غزة على أرض تبرع بها عبد المجيد الشوا، كما تكفل بكافة نفقات بناء المسجد. يُعد المسجد شاهدًا تاريخيًا على أحداث المدينة منذ أواخر الأربعينيات. قامت القوات الجوية الإسرائيلية بقصفه في 26 من نوفمبر 2023، مما أدى لتسويته بالأرض وتدميره بالكامل، وتضرر كبير للمباني المحيطة به. وكان ذلك ضمن سلسلة جرائمها خلال الإبادة الجماعية على غزة.

## بناؤه
يتكون المسجد الممتد على شارعين، من طابقين يحتويان على قاعتي صلاة تستوعبان آلاف من المصلين، ومئذنة مثمنة الشكل، ومركز الكنز لتعليم القرآن الكريم، ويتعاون المسجد والمركز في إقامة الكثير من الأنشطة التربوية والتعليمية والرياضية والترفيهية. كان المسجد من أكثر المساجد نشاطًا في وسط غزة، إذ يتوافد عليه السكان للصلاة في صلوات الجماعة، وشهر رمضان، والأعياد، حيث يعتبر السكان المسجد مركزًا للحياة، ومصدرًا للتغذية الروحية والإيمانية، ومنبرًا للتواصل والتعارف بين الناس، ومدرسةً للمعرفة، والتربية، والأخلاق، ومنه يتخرج الحفاظ.